# Maximilian Reinelt
Maximilian Reinelt (ur. 24 sierpnia 1988 w Ulm, zm. 9 lutego 2019 w Sankt Moritz) – niemiecki wioślarz, mistrz olimpijski, dwukrotny mistrz świata.
9 lutego 2019 Reinelt zginął podczas uprawiania narciarstwa biegowego w szwajcarskim kurorcie zimowym Sankt Moritz.

## Osiągnięcia
- Mistrzostwa świata juniorów – Amsterdam 2006 – ósemka – 2. miejsce
- Mistrzostwa świata U-23 – Glasgow 2007 – ósemka – 2. miejsce
- Mistrzostwa Europy – Ateny 2008 – dwójka bez sternika – 12. miejsce
- Mistrzostwa świata U-23 – Račice 2009 – ósemka – 2. miejsce
- Mistrzostwa Europy – Brześć 2009 – dwójka bez sternika – 6. miejsce
- Mistrzostwa Europy – Montemor-o-Velho 2010 – ósemka – 1. miejsce
- Mistrzostwa świata – Hamilton 2010 – ósemka – 1. miejsce
- Mistrzostwa świata – Bled 2011 – ósemka– 1. miejsce
- Igrzyska olimpijskie – Londyn 2012 – ósemka – 1. miejsce
- Mistrzostwa świata – Chungju 2013 – ósemka – 2. miejsce
- Mistrzostwa Europy – Sewilla 2013 – ósemka – 1. miejsce
- Mistrzostwa Europy – Belgrad 2014 – ósemka – 1. miejsce
- Mistrzostwa świata – Amsterdam 2014 – ósemka – 2. miejsce